# Jean E. Sammet
Jean E. Sammet, född 23 mars 1928 i New York, död 20 maj 2017 i Silver Spring i Maryland, var en amerikansk datavetare, programmerare och matematiker. Hon utvecklade programmeringsspråket FORMAC och var en av utvecklarna till programmeringsspråket COBOL.

## Biografi

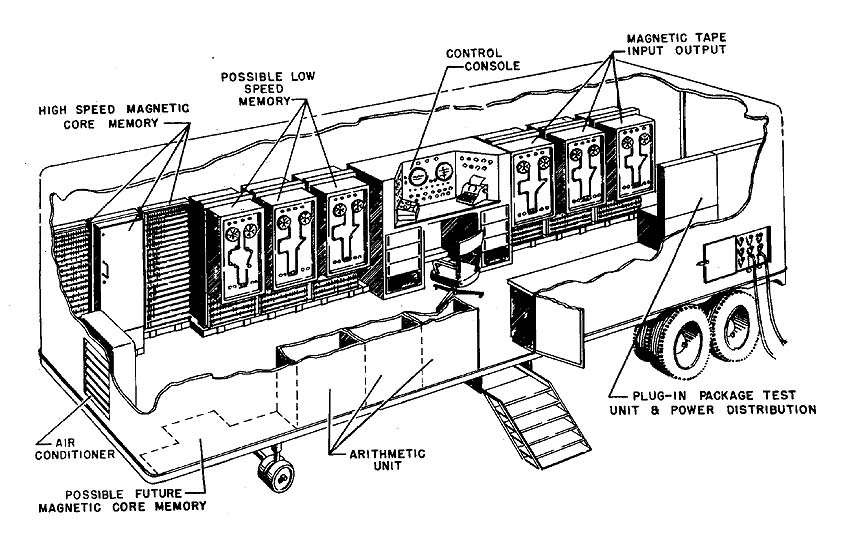
En ritning över datorn MOBIDIC som Jean E. Sammet arbetade med.

Sammets föräldrar var jurister. Själv valde hon att studera matematik vid Mount Holyoke College i Massachusetts. Det var även under sina studier som hon 1949 första gången såg en dator. Efter att ha arbetat som matematiklärare under några år fick hon 1955 anställning vid elektronikföretaget Sperry med matematiska beräkningar. När företaget började utveckla en egen dator blev Sammet dess programmerare vilket väckte ett livslångt intresse för datorer och programmeringsspråk. Efter några år på Sperry ville Sammet arbeta för ett företag som hade datorer som huvudsaklig verksamhet. Ett problem var att alla sådana tjänster på den tiden riktade sig till män. Hon fick så småningom anställning hos datortillverkaren Sylvania för att leda utvecklingen av mjukvaran till datorn MOBIDIC.
Under denna period i slutet av 1950-talet blev det i samhället allt mer uppenbart vilken potential datorerna hade att bli användbara verktyg inte bara för militär och forskare utan också för företag. Men för att detta skulle ske krävdes det att de skulle bli enklare och billigare att installera och administrera datorer och därför sattes en kommitté ihop för att undersöka hur ett programmeringsspråk för kommersiell användning skulle kunna se ut. Jean E. Sammet blev en av medlemmarna i kommittén som även hade andra kvinnliga IT-pionjärer som Grace Hopper och Betty Holberton som medlemmar. Kommitténs första utkast kritiserades hårt och för att lösa problemet och komma framåt med arbetet slog sig Jean Sammet och fem andra programmerare – alla anställda vid olika amerikanska datortillverkningsföretag – samman i ett hotellrum på Manhattan. Under två veckor arbetade de hårt för att bli klara. När de var färdiga hade de skapat the Common Business Oriented Language, COBOL.
Efter arbetet med COBOL lämnade Sammet arbetet på Sylvania och fick 1961 anställning hos IBM där hon var med och tog fram ytterligare ett stort programmeringsspråk, FORMAC. Sammet arbetade för IBM under nästan 30 år.
Jean E. Sammet skrev också flera böcker om programmeringsspråk. 1969 gav hon ut Programming Languages: History and Fundamentals, som betecknas som en klassiker inom sitt fält.
År 1974 blev hon den första kvinnliga ordförande för Association for Computing Machinery.